# Animali fantastici: I crimini di Grindelwald (colonna sonora)
Animali fantastici - I crimini di Grindelwald è la colonna sonora dell'omonimo film del 2018, composta da James Newton Howard. La colonna sonora è stata pubblicata sia in formato digitale che fisico, rispettivamente il 9 e il 30 novembre 2018 dall'etichetta discografica americana WaterTower Music. Inoltre è stato pubblicato un disco in vinile il 25 gennaio 2019.
James Newton Howard ha dichiarato in un'intervista di aver visto una "meravigliosa opportunità musicale" con Animali fantastici - I crimini di Grindelwald. Ha inoltre affermato di aver instaurato una collaborazione appassionata ed entusiasta con il regista David Yates che, a suo dire, si è concentrato molto sull'aspetto musicale del film.
Howard ha affermato che oltre il 90% della colonna sonora era materiale nuovo, e non basato sui temi del film precedente. Inoltre, voleva che "il pubblico provasse qualcosa, perché è un pezzo emozionante", evidenziando l'unione di momenti avventurosi, oscuri, comici e incantevoli all'interno del film. La colonna sonora è stata registrata all'Abbey Road Studios di Londra, insieme a 90 membri della London Symphony Orchestra, diretta da Pete Anthony, e a 40 membri dei cori London Voices e Trinity Boy.

## Tracce
1. The Thestral Chase (Contiene Hedwig's Theme di John Williams) – 8:04
2. Newt and Leta – 2:32
3. Dumbledore – 2:11
4. The Kelpie – 1:32
5. Newt and Jacob Pack for Paris – 2:27
6. Nagini and Credence – 4:15
7. Newt Tracks Tina – 2:27
8. Queenie Searches for Jacob – 1:35
9. Irma and the Obscurus – 2:56
10. Blood Pact – 2:29
11. Capturing the Zouwu – 1:33
12. Traveling to Hogwarts – 1:06
13. Leta’s Flashback – 4:40
14. Salamander Eyes – 2:28
15. Matagots – 2:15
16. Your Story is Our Story – 3:21
17. Leta’s Confession – 5:14
18. Vision of War – 3:49
19. Spread the Word – 4:01
20. Wands into the Earth – 4:04
21. Restoring Your Name – 6:20
22. Fantastic Beasts: The Crimes of Grindelwald – 2:40
23. Dumbledore’s Theme (Piano Solo) – 1:27
24. Fantastic Beasts Theme (Piano Solo) – 1:37
25. Leta’s Theme (Piano Solo) – 2:04

## Classifiche
| Classifica        | Posizione |
| ----------------- | --------- |
| Belgio (Fiandre)  | 198       |
| Belgio (Vallonia) | 194       |